# Старий Ор'єбаш
Старий Ор'єба́ш (рос. Старый Орьебаш, башк. Иҫке Уръябаш) — присілок у складі Калтасинського району Башкортостану, Росія. Входить до складу Тюльдинської сільської ради.
Населення — 297 осіб (2010; 343 у 2002).
Національний склад:
- марійці — 99 %